# Уильямс, Чарльз Альберт
Чарльз Альберт (Чарли) Уильямс (англ. Charles Albert (Charlie) Williams; 19 ноября, 1873, Уэллинг — 1952) — английский футболист и тренер. Вошёл в анналы истории футбола тем, что стал первым голкипером, который забил гол в ворота противоположной команды, сделал он это 14 апреля 1900 года, поразив ворота «Сандерленда».

## Карьера
Чарли Уильямс начал свою карьеру в молодёжных командах «Феникс» и «Эрит», в 1881 году он перешёл в лондонский «Арсенал», в чемпионате же Англии Уильямс дебютировал, как и сам «Арсенал», 2 сентября 1893 года в игре с «Ньюкасл Юнайтед». Однако тот сезон «Арсенал» и Уильмс провели неудачно, клуб потерпел два разгромных поражения от того же «Ньюкасла» 0:6 и от «Ливерпуля» 0:5, потому неудивительным было желание клуба приобрести нового голкипера, коим стал Гарри Сторер, а Уильямс, сыгравший за «Арсенал» в общей сложности 23 матча, был продан в клуб «Манчестер Сити». В «Сити» Уильмс стал основным вратарём и провел за клуб 8 сезонов, включая победу во втором английском дивизионе. Затем Уильмс играл за «Тоттенхэм Хотспур», «Норвич Сити» и «Брентфорд», в котором закончил футбольную карьеру.
Завершив карьеру игрока, Уильямс стал тренером, возглавив в 1908 году национальную сборную Дании, которую привёл к завоеванию серебряных медалей на Олимпиаде 1908 года. Также Уильямс работал с датским клубом 1893 Копенгаген и французским «Лиллем». Умер Чарли Уильямс в 1952 году в Южной Америке.